# Кюле-ле-Патри
Кюле́-ле-Патри́ (фр. Culey-le-Patry) — коммуна во Франции, находится в регионе Нижняя Нормандия. Департамент коммуны — Кальвадос. Входит в состав кантона Тюри-Аркур. Округ коммуны — Кан.
Код INSEE коммуны — 14211.

## Население
Население коммуны на 2010 год составляло 345 человек.
| 1962 | 1968 | 1975 | 1982 | 1990 | 1999 | 2010 |
| ---- | ---- | ---- | ---- | ---- | ---- | ---- |
| 343  | 313  | 293  | 314  | 300  | 319  | 345  |

## Экономика
В 2010 году среди 219 человек трудоспособного возраста (15—64 лет) 162 были экономически активными, 57 — неактивными (показатель активности — 74,0 %, в 1999 году было 72,0 %). Из 162 активных жителей работали 145 человек (76 мужчин и 69 женщин), безработных было 17 (11 мужчин и 6 женщин). Среди 57 неактивных 11 человек были учениками или студентами, 33 — пенсионерами, 13 были неактивными по другим причинам.